# Auaste
Auaste (Duits: Wiesenau) is een plaats in de Estlandse gemeente Lääne-Nigula, provincie Läänemaa. De plaats heeft de status van dorp (Estisch: küla).
Tot in oktober 2013 hoorde Auaste bij de gemeente Oru. In die maand werd Oru bij de fusiegemeente Lääne-Nigula gevoegd.

## Bevolking
Het dorp had 19 inwoners op 31 december 2011 en 22 inwoners op 31 december 2021.

## Ligging
De Tugimaantee 17, de secundaire weg van Keila naar Saunja, komt door Auaste.

## Geschiedenis
Auaste werd voor het eerst genoemd in 1591 onder de naam Haickias, een dorp dat rond 1770 op het landgoed van Udenküll (Uugla) terechtkwam. In 1686 heette het dorp Haukaste By (by is Zweeds voor ‘dorp’), en in 1798 was Auaste onder de naam Haukast een veehouderij. In 1843 werd Auaste een zelfstandig landgoed; rond die tijd werd de naam veranderd in Wiesenau. Bij de onteigening door het onafhankelijk geworden Estland in 1919 was het in handen van de familie von Knorring. Vanaf 1920 was Auaste niet meer dan een nederzetting. In 1977 kreeg ze de status van dorp. Voor die tijd waren drie andere nederzettingen, Meelaküla, Suistema en Aruküla, opgegaan in Auaste.